# Eupithecia bergunensis
Eupithecia bergunensis är en fjärilsart som beskrevs av Karl Dietze 1875. Eupithecia bergunensis ingår i släktet Eupithecia och familjen mätare. Inga underarter finns listade i Catalogue of Life.